# Karaga
Die Karaga (russisch Карага) ist ein 109 km langer Zufluss des Beringmeeres im Osten der Kamtschatka-Halbinsel.

## Flusslauf
Die Karaga entspringt im Sredinny-Höhenrücken auf einer Höhe von etwa 1000 m. Sie fließt von dort in überwiegend ostsüdöstlicher Richtung zum Meer. Bei Flusskilometer 59 trifft der Eruwajam von rechts auf die Karaga. Die Karaga bildet an der Mündung in die Karaga-Bucht ein 8 km breites Flussdelta aus. Etwa 10 km nördlich der Mündung befindet sich Ossora, eine Siedlung städtischen Typs. Am Nordufer der Karaga-Bucht liegt das Dorf Karaga. Die Karaga-Bucht öffnet sich zur Lütkestraße hin, die zum Beringmeer gehört und zwischen Kamtschatka und der vorgelagerten Karaginski-Insel verläuft. Das Einzugsgebiet der Karaga befindet sich im Rajon Karaginski und umfasst eine Fläche von 2190 km².